# South Kingstown
South Kingstown ist eine Stadt im Washington County, Rhode Island, Vereinigte Staaten. Der  County Seat des Washington County liegt im Village West Kingston innerhalb von South Kingstown. Das U.S. Census Bureau hat bei der Volkszählung 2020 eine Einwohnerzahl von 31.931 ermittelt.

## Geographie
South Kingstown liegt wenige Kilometer westlich der Narragansett Bay etwa 50 Kilometer südwestlich von Providence südlich der Providence Metropolitan Area, eines Ballungsraumes an der Atlantikküste mit 1,5 Millionen Einwohnern rund um Providence, etwa 40 km südwestlich von Boston und 200 km nordöstlich von New York.
Das Stadtgebiet hat eine Fläche von 147,9 km², die mittlere Höhe beträgt 21 m über dem Meeresspiegel. Aufgrund der Besonderheiten der Verwaltungsgliederung von Neuengland liegen mehrere Dörfer im Stadtgebiet von South Kingstown, neben Wakefield und Peace Dale sind dies Curtis Corner, Green Hill, Indian Lake Shore, Kingston, Matunuck, Middlebridge, Perryville, Rocky Brook, Snug Harbor, Tuckertown, Usquepaugh und West Kingston. Das Stadtgebiet ist zu großen Teilen bewaldet und hat viele kleinere und größere Teiche und Seen, deren größter der Worden Pond im Osten der Stadt ist. Westlich der Stadt zieht sich die gezeitenbeeinflusste Mündungsbucht des Pettaquamscutt River, die Pettaquamscutt Cove, bis in das Stadtgebiet hinein.
Im Osten des Stadtgebiets besteht Anschluss an den U.S. Highway 1, der parallel der Küste verläuft und über North Kingston und die Rhode Island State Route 4 auf die Interstate 95 nach Providence trifft. Im Westen der Stadt führt die historische Nordostlinie der Amtrak vorbei, die in West Kingston einen Bahnhof besitzt.

## Bevölkerung
South Kingstown zählte bei der Volkszählung 2000 27.921 Einwohner. 91 % der Einwohner waren Weiße, 3 % Asiaten und je etwa 1,5 % Afroamerikaner und amerikanische Indianer. Der restliche Anteil verteilte sich auf verschiedene Volksgruppen. Das Pro-Kopf-Einkommen betrug 23.827 US-Dollar, etwa 5,3 % der Bevölkerung lebte unter der Armutsgrenze. Bis 2010 wuchs die Bevölkerung um 9,7 % auf 30.639 Einwohner an.

## Geschichte
Das Land der späteren Stadt war ursprünglich von den Narraganset bewohnt. 1674 wurde im südlichen Rhode Island Kings Town gegründet, dessen großes Verwaltungsgebiet auch die späteren Städte South Kingstown und North Kingstown umfasste. 1723 wurde South Kingstown als eigene Verwaltungseinheit von North Kingstown abgetrennt.
Im Stadtgebiet befinden sich wegen der langen Geschichte von Rhode Island als eines der frühesten amerikanischen Siedlungsgebiete zahlreiche National Historic Places, unter anderem Kingston Railroad Station an der Amtrak-Nordostlinie in West Kingston.

## Persönlichkeiten
- Andrew Burnap (* 1991), Schauspieler